# Kimurgor Ngeny
Kimurgor Ngeny (ur. 10 lipca 1951) – kenijski lekkoatleta, długodystansowiec.
Podczas igrzysk olimpijskich w Los Angeles (1984) zajął 68. miejsce w biegu maratońskim z wynikiem 2:37:19.

## Rekordy życiowe
- Bieg maratoński – 2:16:59 (1986)